# Laurence Owen
Laurence Rochon (Laurie) Owen (Oakland, 9 mei 1944 – Berg, 15 februari 1961) was een Amerikaans kunstschaatsster.
De in 1944 geboren Owen was, net als haar ouders (Guy Owen en Maribel Vinson) en zus Maribel, actief in het kunstschaatsen. Nadat ze in 1960 brons won bij de nationale kampioenschappen, werd ze opgenomen in het Amerikaans olympisch team. Tijdens Squaw Valley 1960 eindigde ze op de zesde plaats bij de vrouwen. Bij de daaropvolgende WK van 1960 werd ze negende. Het jaar erna werd ze Amerikaans kampioene en won ze het Noord-Amerikaans kampioenschap. Door het tijdschrift Sports Illustrated (waar ze op de cover stond) werd ze op 13 februari 1961 omschreven als "the most exciting U.S. skater". Met haar moeder en oudere zus kwam de 16-jarige Owen op 15 februari 1961 om het leven bij de vliegtuigcrash te Berg-Kampenhout. De drie waren onderweg naar de WK 1961 in Praag. De WK werden na het dodelijke ongeluk, waarbij de voltallige Amerikaanse delegatie het leven liet, afgelast.

## Belangrijke resultaten
| Kampioenschap                                                           | 1958  | 1959 | 1960  | 1961 |
| ----------------------------------------------------------------------- | ----- | ---- | ----- | ---- |
| Olympische Spelen                                                       |       |      | 6e    |      |
| Wereldkampioenschap                                                     |       |      | 9e    | *    |
| Noord-Amerikaans kampioenschap                                          |       |      |       | Goud |
| Nationaal kampioenschap                                                 |       |      | Brons | Goud |
| NK junioren                                                             | Brons | Goud |       |      |
| * WK afgelast naar aanleiding van de vliegtuigcrash te Berg-Kampenhout. |       |      |       |      |